# Шепетинский, Яков Исаакович
Яков Исаакович Шепетинский (1920—2020) — еврейский партизан, участник Великой Отечественной войны, узник Слонимского гетто, ГУЛАГа и автор книг.

## Биография

### Ранние годы
Родился в городе Слоним в 1920 году. В 1939 окончил частную еврейскую гимназию. Увлекался футболом. В сентябре 1939 года Слоним и Западная Белоруссия входили в СССР. Шепетинский совершил поездку во Львов и поступил в институт, но вскоре по просьбе семьи оставил его и, окончив курсы, начал работать в артели в Белостоке, в это время он познакомился со своей первой невестой Эстер.

### Жизнь в оккупации и партизанская деятельность
24 июня 1941 года нацисты заняли Слоним, куда к своей семье успел выехать Шепетинский. Евреи были согнаны в гетто, для них вводились все более строгие ограничения. Начался массовый голод, затем убийства населения оккупантами.
14 ноября 1941 года смог выползти из расстрельного рва и спастись. Семья пряталась в убежище, потом немцы подожгли дом, бабушка Якова Исааковича была убита, остальная часть семьи сумела покинуть город (позже все они погибнут) и присоединиться в лесу к партизанскому отряду имени Щорса. Шепетинский начал принимать участие в вылазках партизан и борьбе с нацистами.
Он был пулемётчиком и стрелком, участвовал в рельсовой войне. Выходя из окружений, партизаны двигались на восток. Они встретили более крупный отряд «Дяди Васи». Семья разделилась, брат Герц погиб на задании 5 января 1944 года. В 1942—1943 годах в боях и в окруженных при облавах деревнях погибли все оставшиеся члены семьи Шепетинского. Сам он в июле 1944 года принял участие в партизанском параде в освобождённом Пинске.

### На фронте
Затем Яков Исаакович был мобилизован в наступавшую советскую регулярную армию и отправлен на запад. Прошёл Прибалтику и Польшу, уже в Германии потерял убитым друга и был ранен сам. После окончания войны остался служить в группировке советских войск в Германии, работал переводчиком.

### Репрессии и лагеря
12 апреля 1946 года арестован. Обвинялся по доносу в измене Родине, шпионаже на английскую разведку и контрабанде. Подвергался конвейерным допросам и избиениям, в том числе за отказ написать донос на сержанта еврейской бригады армии Великобритании Мордехая Шимшони. До 1954 года находился в советских лагерях системы ГУЛАГа. Находился в Ивдельлаге.
15 декабря 1954 года освободился из лагеря и переехал в Караганду, где работал на шахте и жил в семье партизанского товарища. После договора 1956 года между СССР и Польшей бывшие польские граждане получили право покинуть СССР. Яков Исаакович стал готовиться к эмиграции в Польшу. В мае того же года он был реабилитирован и женился.

### В Израиле
С 15 июня 1966 года в Израиле. Выезжал в Германию для участия в опознании нацистских преступников и на суд над гебитскомиссаром Эрреном. С 1986 года на пенсии. Тогда же начал работать над воспоминаниями.
Скончался 17 сентября 2020 года

## Личная жизнь
Мать, отец, братья и сестра Якова Исааковича погибли от рук немцев и коллаборационистов. Он дважды женат, имеет дочь Хану и сына Баруха.

## Труды
- «Лестница Иакова: воспоминания пережившего Холокост и ГУЛАГ»[3]
- «Приговор», Тель-Авив, 2002[4]